# 小河镇 (酉阳县)
小河镇，是中华人民共和国重庆市酉阳土家族苗族自治县下辖的一个乡镇级行政单位。

## 行政区划
小河镇下辖以下地区：
小河村、茶园村、小岗村和桃坡村。